# فرانسوا لابوينت (منافس ألعاب قوى)
فرانسوا لابوينت هو منافس ألعاب قوى كندي، ولد في 23 أغسطس 1961 في مونتريال في كندا.

## وصلات خارجية
- فرانسوا لابوينت على موقع الاتحاد الدولي لألعاب القوى (الإنجليزية)
- فرانسوا لابوينت على موقع الاتحاد الكندي لألعاب القوى (الإنجليزية)
- فرانسوا لابوينت على موقع اللجنة الأولمبية الدولية (الإنجليزية)
- فرانسوا لابوينت على موقع أوليمبيديا (الإنجليزية)
- فرانسوا لابوينت على موقع اللجنة الأولمبية الكندية (الإنجليزية)
- فرانسوا لابوينت على موقع اتحاد ألعاب الكومنولث (مؤرشف) (الإنجليزية)